# Виноградов, Николай Николаевич (Герой Российской Федерации)
Николай Николаевич Виноградов (1 ноября 1969, Магадан, РСФСР, СССР — 9 января 2000, Аргун, Чеченская Республика, Россия) — лейтенант милиции, участник первой и второй чеченских войн, Герой Российской Федерации (2000).

## Биография
Николай Виноградов родился 1 ноября 1969 года в Магадане. Окончил восемь классов школы и ОПТУ № 3 в Хабаровске. В 1988—1990 годах проходил службу в Советской Армии. После увольнения в запас работал шофёром в Хабаровской автоколонне. После распада СССР работал в различных местах, был фототехником, электрогазосварщиком, коммерческим директором малого предприятия, звероводом фермерского хозяйства. С 1 сентября 1995 года — в органах МВД РФ, был бойцом ОМОНа при Дальневосточном УВД на транспорте. Заочно окончил Дальневосточный межрегиональный индустриально-экономический колледж. В июне-августе 1996 года находился в командировке в Чечне. В декабре 1999 года повторно был командирован в Чечню как инженер-сапёр.
9 января 2000 года к железнодорожной станции Аргун подошли многочисленные бандформирования сепаратистов, которые атаковали группу из 30 омоновцев, защищавших её. Незадолго до этого Виноградов и его коллеги-милиционеры Виталий Бугаев и Владимир Тамгин выехали на разминирование двух взрывных устройств, обнаруженных в районе железнодорожного моста через реку Аргун. Услышав звуки боя, они бросились на помощь обороняющимся. По пути им удалось сесть на попутную БМП-2. Однако вскоре и БМП, и сопровождавший её танк «Т-72» были подбиты. Выскочив из горящей машины, Виноградов, Бугаев и Тамгин пошли на прорыв. В том бою они все погибли. Действия трёх взрывотехников позволили оттянуть от станции значительные силы противника и облегчить положение отряда, который держал оборону ещё двое суток. Виноградов был похоронен на Центральном кладбище Хабаровска.
Указом Президента Российской Федерации № 1374 от 26 июля 2000 года лейтенант милиции Николай Виноградов посмертно был удостоен высокого звания Героя Российской Федерации.

## Память
На здании хабаровского профессионального училища № 3, где учился Николай Виноградов, установлена памятная доска. Каждый год, 9 января коллектив Дальневосточного управления внутренних дел по транспорту отмечает День памяти своих коллег, павших при исполнении служебного долга в Чечне. Также в Хабаровске его именем назван Военно-патриотический клуб.